# Sunčana strana
Sunčana strana (eng. Sunnyside) je nijemi film  Charlesa Chaplina iz 1919. Bio je to njegov treći film za studio First National Films.

## Radnja
Chaplin glumi nosača u hotelu. Na selu se zaljubljuje u djevojku koju glumi Edna Purviance. Iz grada stiže mladić i izgleda da je i on bacio oko na Ednu. Chaplin je pokušava ponovno osvojiti.

## Kritike
Sunčana strana snimljena je kad je Chaplinova kreativnost bila na niskim granama. Kritičari su ravnodušno dočekali film. U recenziji iz New York Timesa od 16. lipnja 1919., stoji:
"Charlie Chaplin ovog je puta nosač i službenik u seoskom hotelu. Najbolji je kad se drži svoje oponašajuće pantomime, ali je ovaj snimio jeftinu komediju u kojoj je ravan bezbrojnim drugim komičarima. U "Sunčanoj strani" ima dosta dobrih pokreta i pantomime, ali isto tako i previše lakrdije."

## Glumci
- Charles Chaplin - Nosač
- Edna Purviance - Seoska ljepotica
- Tom Wilson - Gazda
- Henry Bergman - Seljak i Ednin otac
- Loyal Underwood - Debeljkov otac

## Vanjske poveznice
- Sunčana strana u internetskoj bazi filmova IMDb-a